# Devin The Dude
Devin Copeland (4 juni 1970), beter bekend onder zijn artiestennaam Devin The Dude, is een Amerikaans hiphopartiest, die vooral bekend is door zijn contract bij het label Rap-A-Lot Records en om zijn track uit 2002, Lacville 79 en "Doobie Ashtray"

## Jeugd
Devin Copeland is geboren in Pontiac, Michigan op 4 Juni 1970. Voor het grootste deel van zijn jeugd groeide hij op in Sint - Petersburg, Florida maar hij verhuisde naar texas in het 4de. hij spendeerde veel tijd van zijn jeugd met heen en weer verhuizen van New Boston naar Houston, uiteindelijk huisde hij in Houston na zijn afstuderen. Hij smoorde voor het eerst Marijuana in een skatering in het 7de leerjaar, later zou Marijuana een grote invloed op zijn muziek hebben. Als een tiener werd Devin zeer geïnteresseerd in breakdancen, hij danste bij verscheidene dansgroepen voordat hij begon met rappen, dit werd al snel zijn grootste interesse. Nadat hij afstudeerde van het middelbaar vormde hij samen met blinde rapper en producer Rob Quest de band : Odd Squad.

## Muziekcarrière
Devin startte als lid van de Odd Squad (later bekend als de Coughee Brothaz), een groep rappers die tekenden bij Rap - A - Lot Records. Dit Label is bekend voor het huizen van meerdere grote hiphopartiesten zoals Scarface, Geto Boys, Too much trouble, ... Devin werd later lid van Scarface's groep : Facemob voordat hij solo ging in 1998. Devin heeft 10 albums uitgebracht : The Dude (1998), Just Tryin' ta Live (2002), to Tha X- treme (2004), Waitin' to inhale (2007), Landing gear (2008), Suite 420 (2010), Gotta be me (2010), One for the road (2013), Gotta be me & All eyez on us (2015) en Acoustic Levitation (2017). Hij heeft ook vele gastoptredens gemaakt zoals : Dr Dre's fuck you (1999), De la Soul's Baby phat (2010), Slim Thug's I'm back (2009), Gucci Mane's Kush is my Cologne (2009), Young yeezi's Higher learning (2011), en nog veel meer.
In 2008 stopte hij zijn samenwerking met Rap - A - Lot toen hij besloot zijn contract niet te verlengen, lat dat jaar tekende hij met het indie label Razor & Tie. Devin wordt momenteel gedistribueerd door E1 Entertainment (vroeger bekend als Koch). In 2013 speelde hij mee in de stoner comedy : Highway 420.

## Ontvangst
Hoewel Devin the Dude kritisch een succes is wordt hij nog steeds niet door media herkend. Maar hij heeft nog steeds veel succes in de underground hiphop scène.

## Discografie
| The Dude - Verschijningsdatum: 13 juni 1998 - Billboard 200: nr. 177 - R&B/Hip-Hop: nr. 27              |
| Just Tryin' ta Live - Verschijningsdatum: 29 januari 2002 - Billboard 200: nr. 61 - R&B/Hip-Hop: nr. 11 |
| To tha X-Treme - Verschijningsdatum: 13 juli 2004 - Billboard 200: #55 - R&B/Hip-Hop: nr. 6             |
| Waitin' to Inhale - Verschijningsdatum: 13 maart 2007 - Billboard 200: #30 - R&B/Hip-Hop: nr. 9         |
| Landing Gear - Verschijningsdatum: 7 oktober 2008 - Billboard 200: nr. 47 - R&B/Hip-Hop: #9             |
| Suite 420 - Verschijningsdatum: 20 april 2010 - Billboard 200: #88 - R&B/Hip-Hop: nr. 9                 |
| Gotta Be Me - Verschijningsdatum: 2 november 2010 - Billboard 200: - - R&B/Hip-Hop: -                   |

- International Standard Name Identifier: 0000 0003 9977 784X
- Library of Congress Control Number: no2002063828
- MusicBrainz: b4e1a0b3-af92-4a4b-8f44-9633f59f7138
- Nationale Bibliotheek van Tsjechië: xx0163575
- Virtual International Authority File: 295099260
- WorldCat: E39PBJjdkgq7XYvMWqjfdXYgKd